# Retford
Retford är en stad (market town) i distriktet Bassetlaw, i grevskapet Nottinghamshire i England, med 22 013 invånare (2011). Orten nämndes i Domedagsboken (Domesday Book) år 1086 och kallades då Redford(e).